# Umanism pragmatic
O ideologie „umanist pragmatică” semnifică o abordare care îmbină aspecte ale umanismului cu o orientare pragmatică către soluționarea problemelor și îmbunătățirea condițiilor umane într-un mod realist și eficient. Este un concept care pune accentul pe valorile umane, pe respectul față de individ și pe promovarea bunăstării umane, în timp ce adoptă metode și strategii practice pentru a atinge aceste obiective.

## Caracteristici principale
Umanismul pragmatic îmbină idealurile umanismului, care pune accent pe demnitatea, libertatea și dezvoltarea fiecărui individ, cu pragmatismul, care urmărește soluții realiste și eficiente. Această abordare promovează valorile umane și drepturile fundamentale, insistând asupra aplicării practice a acestor principii în contexte concrete. Gândirea critică și raționalitatea sunt considerate elemente esențiale, iar deciziile se bazează pe dovezi și pe analiza realității sociale.
O trăsătură importantă este etica seculară, fundamentată pe principii raționale și pe impactul asupra bunăstării umane. În sfera politică, umanismul pragmatic susține democrația și pluralismul, considerând că progresul social trebuie să fie un proces incluziv. În ceea ce privește dezvoltarea societății, această perspectivă sprijină inovația științifică și educația ca mijloace esențiale pentru îmbunătățirea condițiilor de viață.

## Origini și influențe
Conceptul de umanism pragmatic are rădăcini în mai multe tradiții filozofice. Umanismul Renașterii a pus accent pe potențialul uman și pe dezvoltarea prin educație și rațiune. Iluminismul a continuat această direcție, promovând drepturile omului și progresul social prin gândire critică.
Începând cu secolul al XIX-lea, pragmatismul filozofic, reprezentat de gânditori precum Charles Peirce, William James și John Dewey, a influențat această abordare. Pragmatiștii au susținut că ideile trebuie evaluate în funcție de efectele lor practice. Umanismul secular din secolul XX a contribuit, de asemenea, la dezvoltarea unei perspective etice bazate pe rațiune și pe bunăstarea societății.

## Aplicații în societate
Principiile umanismului pragmatic sunt aplicate în educație, politică, economie și știință.
În educație, această perspectivă încurajează gândirea critică, rezolvarea de probleme și adaptabilitatea, cu accent pe dezvoltarea capacității de analiză și soluționare a problemelor reale.
În politică, umanismul pragmatic susține luarea deciziilor pe baza dovezilor și a impactului asupra calității vieții cetățenilor, evitând extremele ideologice.
În economie, această abordare promovează un echilibru între eficiența pieței și responsabilitatea socială, încurajând inovația și competiția, alături de protecția socială și sustenabilitate.
În știință și tehnologie, umanismul pragmatic sprijină utilizarea cunoștințelor științifice pentru îmbunătățirea calității vieții, subliniind necesitatea unor principii etice în aplicarea progresului tehnologic.
În domeniul drepturilor omului și eticii sociale, această perspectivă susține egalitatea de șanse, combaterea discriminării și o societate incluzivă, cu accent pe bunăstarea generală și respectul pentru individ.

## Provocări
Umanismul pragmatic se confruntă cu provocări legate de echilibrul dintre idealuri și soluțiile practice. Uneori, soluțiile eficiente pot intra în contradicție cu anumite principii morale.
O altă provocare este aplicarea acestui model în societăți complexe, unde există interese și valori diverse. Pragmatismul necesită adaptabilitate, însă există riscul unor compromisuri care ar putea afecta principiile etice fundamentale.